# بيلدرة (أملش الجنوبي)
بیلدرة (بالفارسية: پیلدره) هي قرية تقع في إيران في غيلان. يقدر عدد سكانها بـ 192 نسمة بحسب إحصاء 2016.